# 開遠市
開遠市（かいえん-し）は中華人民共和国雲南省紅河ハニ族イ族自治州に位置する県級市。

## 地理
開遠市は雲南省東南部に位置し東は硯山県、南は蒙自市及び箇旧市、西は建水県、北は弥勒市。

## 歴史
1913年（民国2年）に開遠県が設置される。1981年に県級市に改編され現在に至る。

## 行政区画
2街道、2鎮、2郷、1民族郷を管轄する。
- 街道:楽白道街道、霊泉街道
- 鎮:中和営鎮、小竜潭鎮
- 郷:羊街郷、碑格郷
- 民族郷:大荘回族郷

## 交通

### 鉄道
- 中国国家鉄路集団
  - 弥蒙線
- 開遠駅 - 当駅から七孔橋駅（5kmを23分かけて進む）を経由して大塔駅の11.6kmが廃線後に復活し運行している。いずれの駅も市内にあり料金は全区間均一で10元

### 道路
- 高速道路
  - 広昆高速道路
  - 開河高速道路
- 国道
  - G323国道
  - G326国道

## 観光地
- 滇越鉄道歴史文化陳列館 - 開遠駅から南南西に1km離れた場所にある、滇越鉄道に関する所蔵品が10万点以上ある博物館。